# Papilla duodeni major

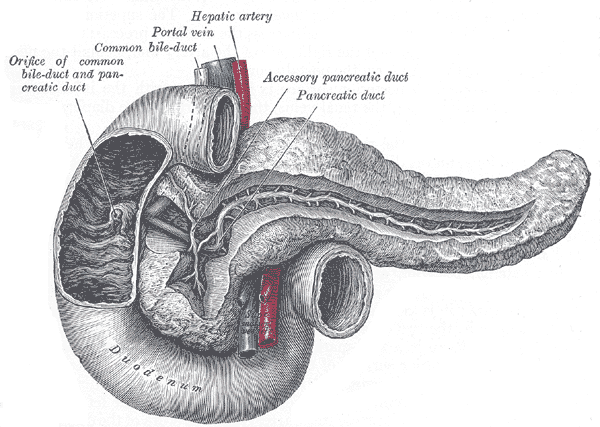
Links der eröffnete Zwölffingerdarm mit Aufsicht auf die Papilla duodeni major. Von oben neben der Pfortader (Vena portae) steigt der Ductus choledochus (im Bild als common bile-duct bezeichnet) hinter dem Zwölffingerdarm ab und ist kurz vor der Mündung in die Papilla duodeni major nochmals sichtbar (verdecktes Teilstück gestrichelt dargestellt). In der aufpräparierten Bauchspeicheldrüse ist der von rechts nach links bis zur Papilla duodeni major verlaufende Ductus pancreaticus gut erkennbar. Der Ductus pancreaticus accessorius mündet gelegentlich in einer separaten Papille (Papilla duodeni minor) in den Zwölffingerdarm.

Die Papilla duodeni major, Papilla Vateri oder Vatersche Papille (nach Abraham Vater) ist eine kleine Erhebung mit einem Schließmuskel (Sphinkter) über der sogenannten Ampulla Vateri, der gemeinsamen Mündung von Hauptgallengang (Ductus choledochus) und Bauchspeicheldrüsengang (Ductus pancreaticus) in den Zwölffingerdarm (Duodenum). Sie ist im rückwärtigen (dorsalen) absteigenden Teil (Pars descendens) des Zwölffingerdarms lokalisiert.

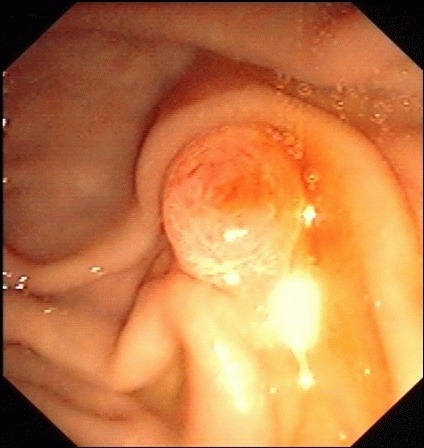
Vatersche Papille

Der die Erhebung bildende ringförmige und aus glatter Muskulatur bestehende Schließmuskel wird als Musculus sphincter Oddii (nach Ruggero Oddi; Syn. Oddi-Sphinkter, Musculus sphincter ampullae hepatopancreaticae) bezeichnet. Er reguliert durch seinen Kontraktionszustand die Entleerung der Galle aus dem Hauptgallengang und des Sekrets der Bauchspeicheldrüse aus dem Bauchspeicheldrüsengang in den Zwölffingerdarm.
Der Namenszusatz major kommt daher, dass beim Menschen gelegentlich eine zweite kleinere Papille ausgebildet wird. Diese wird dann als Papilla duodeni minor bezeichnet. Bei einigen Säugetieren wird die zweite Papille regelmäßig ausgebildet.
Die chirurgische Durchtrennung (Sphinkterotomie) des Oddi-Sphinkters wurde zunächst als Duodenocholedochotomie, später auch als Choledochostomia interna, Duodenotomia interna und Sphinkterotomie bezeichnet. Die ersten Duodenocholedochotomien zur Entfernung vor der Papille gelegener Konkremente wurden 1892 in New York von McBurney durchgeführt.